# Produkt lokalny
Produkt lokalny (ang. local product) – wyrób lub usługa, z którą utożsamiają się mieszkańcy regionu, produkowana w sposób niemasowy i przyjazny dla środowiska, z surowców lokalnie dostępnych. .
Definicja ta zawiera w sobie takie pojęcia, jak: produkt tradycyjny, produkt regionalny, produkt z oznaczeniem lokalnym (marka lokalna), jak również wszelkie produkty, które są istotne dla mieszkańców danego terenu, a których szeroka opinia publiczna nie uznała jeszcze za wyśmienite. Ww. nazwa została wypracowana w wyniku wielu spotkań oraz konsultacji z producentami, instytucjami i pasjonatami produktów lokalnych współpracujących w ramach Programu Produkt Lokalny Fundacji Partnerstwo dla Środowiska.
Wszystko to, co współtworzy unikalną ofertę danego regionu, kształtuje patriotyzm lokalny i przyczynia się do rozwoju małych ojczyzn można określić mianem produktu lokalnego.
W skład tego pojęcia zalicza się m.in.: rękodzieło, produkty spożywcze, usługi związane z prezentacją regionu i produktów nim związanych (np. warsztaty twórcze, usługi przewodnickie, warsztaty edukacji przyrodniczej i kulturowej), wytwory będące przejawem artystycznych pasji twórców, zakorzenione w tradycji regionów (np. zespoły ludowe).
Z punktu widzenia marketingu marka lokalna jest znakiem słowno-graficznym, pod którym promuje się grupę produktów posiadających wspólne cechy i wartości, istotne z punktu widzenia konsumentów oraz jej twórców – producentów i usługodawców. Jest jednak i wartość dodana marki. Marka lokalna jest dziełem i sercem społeczności lokalnej. Głos tego serca pobudza emocje, wrażenia, wspomnienia, marzenia miłośników miejsca. 